# Écoles militaires françaises
 (août 2023).
Le Ministère des Armées est le ministère de tutelle de Grandes Écoles militaires françaises formant de futurs officiers.
On peut distinguer deux types de formation :
- les quatre armes : Armée de terre, Marine nationale, Armée de l'air et de l'espace et Gendarmerie nationale
- les corps techniques : armement, ingénieurs, Polytechnique

## Écoles militaires

### Les quatre armes
Quatre écoles assurent la formation initiale des officiers de l'armée :
- l'École spéciale militaire de Saint-Cyr (Armée de terre). Fondée en 1802, elle a pour mission de former les officiers de l'Armée de terre et une partie des officiers de la Gendarmerie nationale ;
- l'École navale (Marine nationale), fondée en 1830, assure la formation initiale des officiers de la Marine nationale ;
- l'École de l'air et de l'espace (Armée de l'air et le l'espace), fondée en 1933, forme les officiers de l'Armée de l'air ;
- l'Académie militaire de la Gendarmerie nationale (Gendarmerie nationale), anciennement EOGN, a été fondée en 1918 ;

### Polytechnique
- l'École polytechnique, fondée en 1794, est la plus ancienne des écoles militaires françaises. Avant tout école d'ingénieurs, cet établissement, dont les élèves ont un statut militaire figure dans la liste des cinq Écoles militaires françaises les plus prestigieuses, bien que sa gouvernance soit assurée de façon conjointe par un conseil d'administration et un officier général. L'X est un Établissement public à caractère scientifique, culturel et professionnel, mais l'École constitue toujours un bataillon et les élèves français du cycle ingénieur ont le statut de militaires (aspirants) durant leur scolarité. Par ailleurs, à la sortie de l'École polytechnique, les futurs ingénieurs de l’armement — dits ingénieurs-élèves — complètent leur formation dans une école d’application. Ceux des élèves qui souhaitent entrer dans les Forces armées françaises rejoignent une école d’application de l'Armée de terre ou l'une des écoles énumérées ci-dessous selon l'armée qu'ils ont choisi d’incorporer.

Elle assure la première partie de la formation des ingénieurs de l'armement.

### Ingénierie, armement et santé
Quatre autres écoles forment des ingénieurs possédant le statut d'officier : 
- l'École nationale supérieure de techniques avancées Bretagne, refondée en 1971 à partir des écoles de maistrance (1819), chargée de la formation des ingénieurs des études et des techniques de l'armement ;
- l’École de santé des armées, fondée à l'origine en 1888 et refondée en 2011, formant des médecins et des pharmaciens militaires ;
- l'École des commissaires des armées, fondée en 2013 et regroupant les anciennes écoles des commissaires des différentes armées ;
- l'École nationale supérieure des ingénieurs de l'infrastructure militaire, fondée en 2010, chargée de la formation des ingénieurs militaires d'infrastructure de la Défense.

Elles sont membres de la Conférence des grandes écoles, et figurent dans la ; d'ingénieurs françaises habilitées à délivrer un diplôme d'ingénieur.

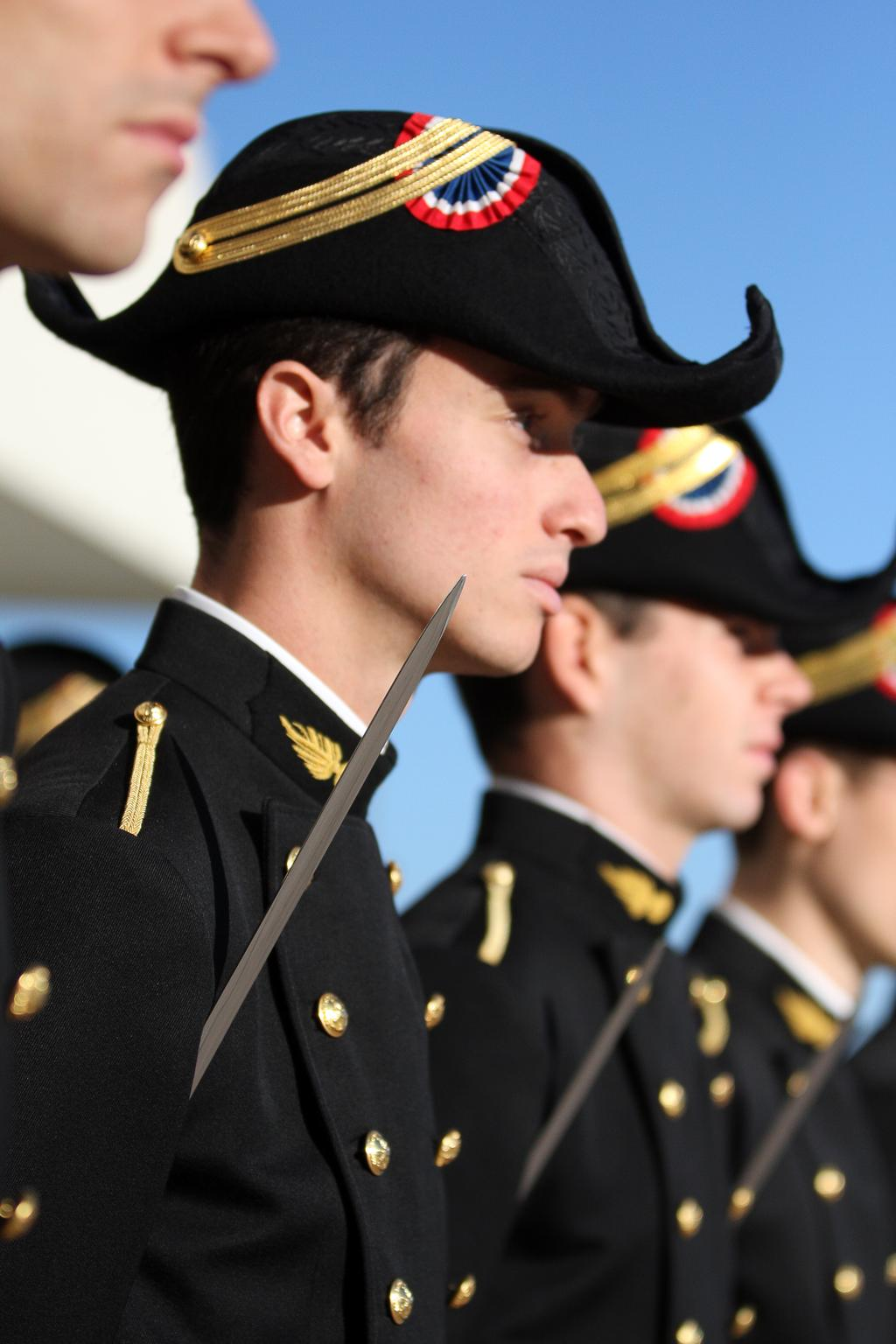
Élève polytechnicien portant le bicorne.
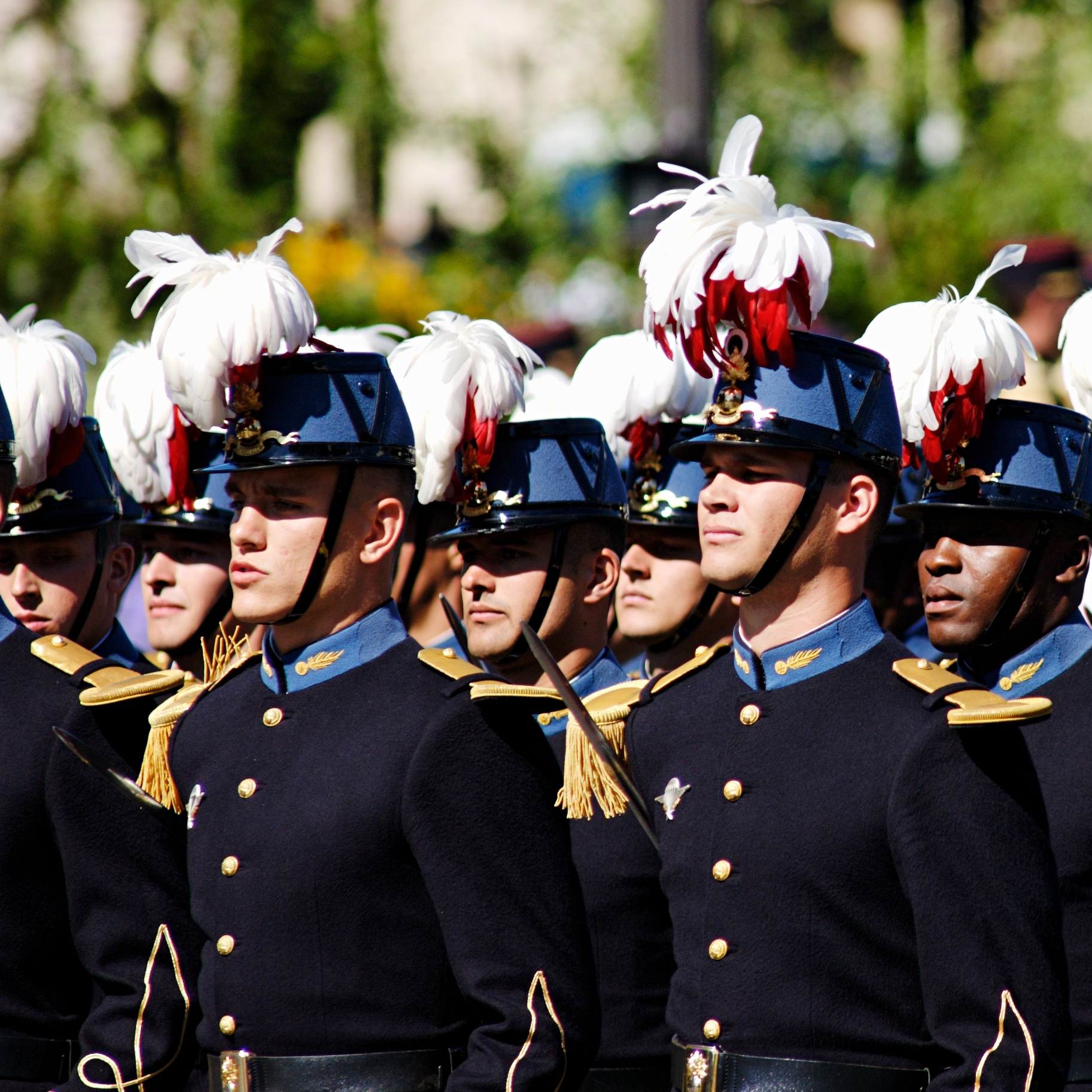
Saint-Cyriens lors du défilé du 14 juillet 2008.
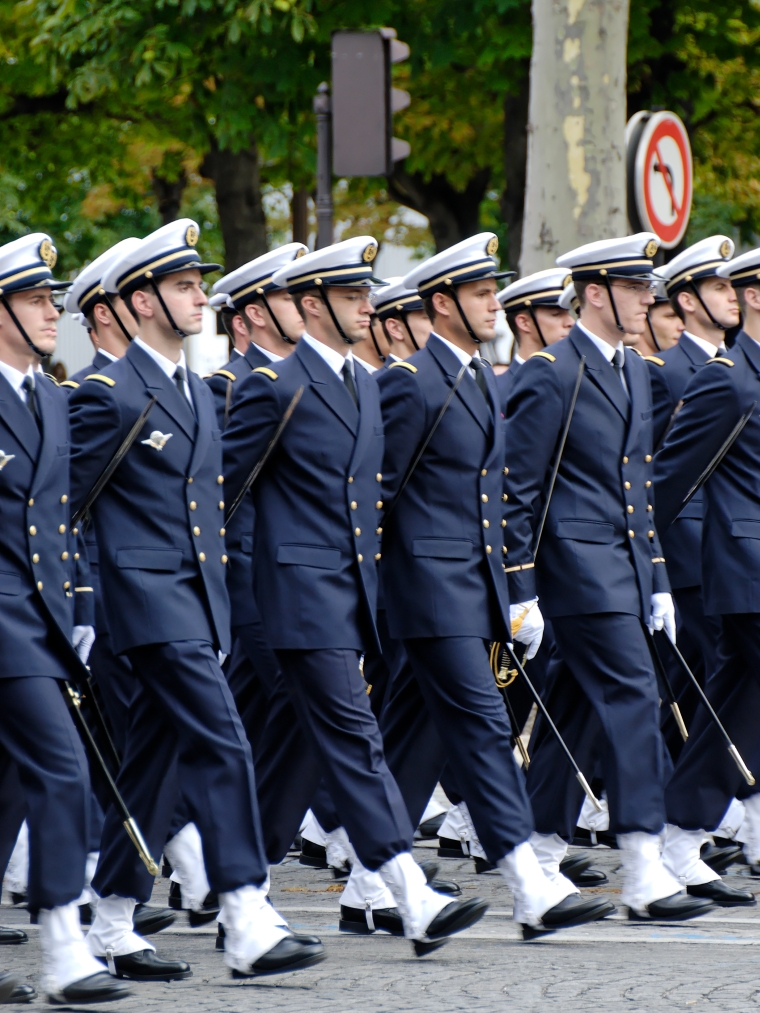
Aspirants de l'École navale lors du défilé du 14 juillet 2007.
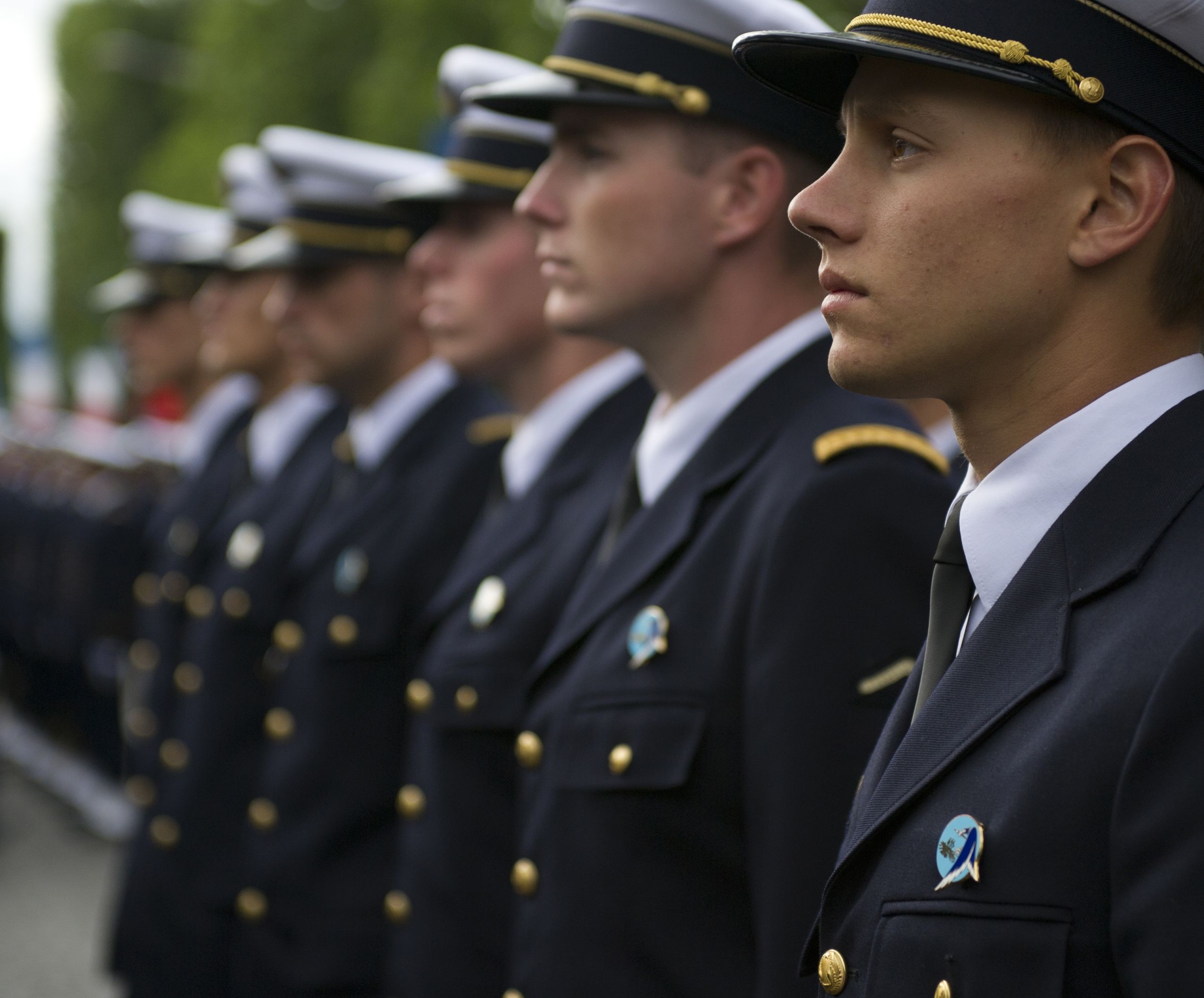
Aspirants de l'École de l'air en 2012.
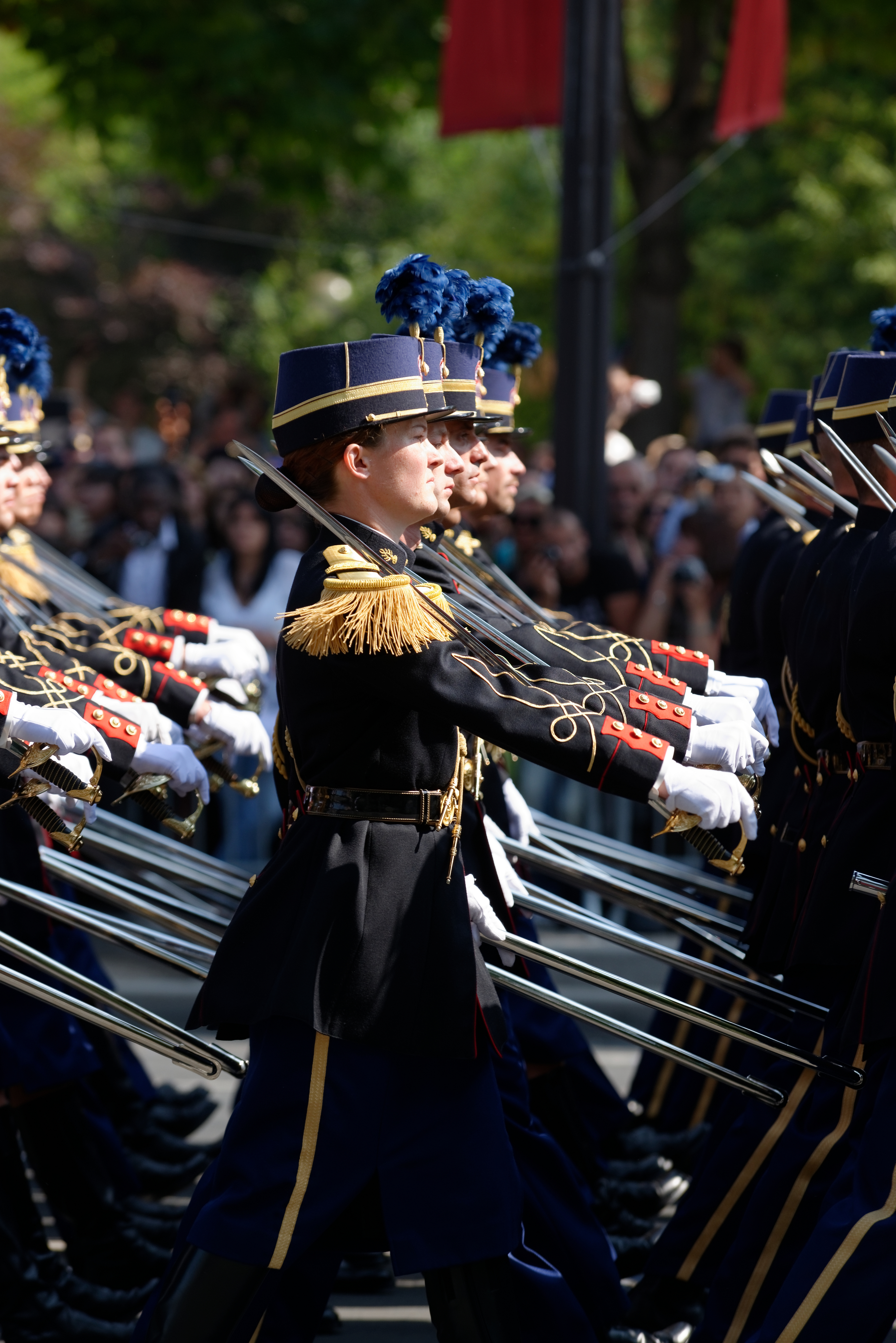
Élèves-officiers de l'AMGN (Académie Militaire de la Gendarmerie nationale)

## Établissements de l'École militaire

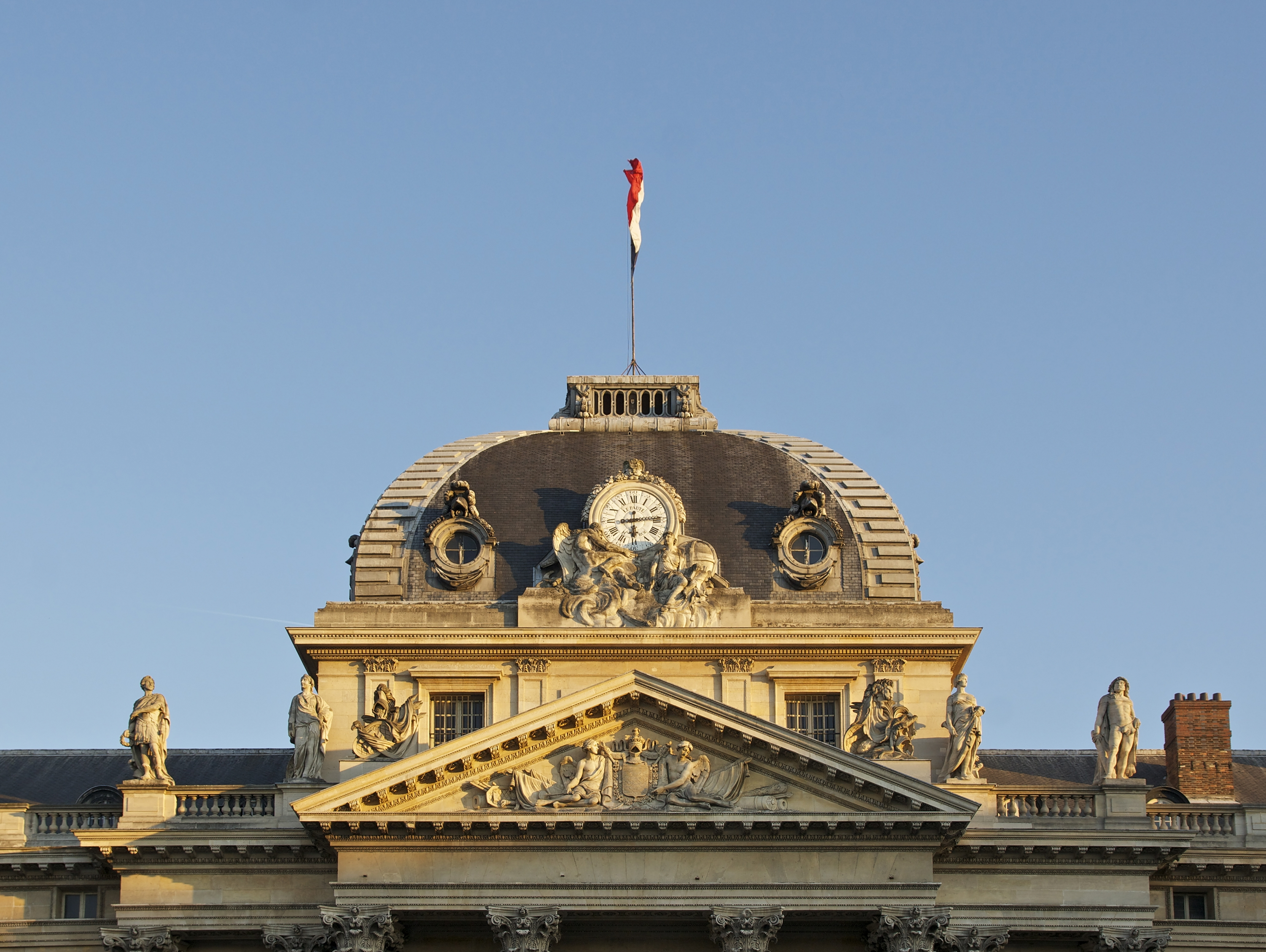
Le fronton de l'École militaire à Paris.

Ayant pour mission la formation des officiers supérieurs des armées françaises aux plus hautes fonctions dans la hiérarchie militaire, elle n'est accessible que sur concours interne au corps des officiers des trois armées. Autrement dit, elle est ouverte notamment aux diplômés des quatre  écoles précédemment listées.
Par ailleurs, la direction de l'Enseignement militaire supérieur supervise un institut de formation, l'Institut des hautes études de Défense nationale, ainsi qu'un centre de documentation, qui ne sont pas assimilables à des  écoles.

## Historique
Les premières écoles militaires ont été créées par l'État au milieu du XVIIIe siècle, dans le but de fournir les cadres techniques et militaires des grands corps de l'État : les armées, le corps des mines, des eaux et des forêts, de l'Administration centrale, des ponts et chaussées, de l'agriculture, des ports et arsenaux, de la science vétérinaire, de l'enseignement, etc. De fait, ce sont ces huit anciennes écoles supérieures réorganisées à partir de la Convention et dont les places étaient offertes au concours public, que l'on appelait traditionnellement  écoles : École polytechnique, École nationale des ponts et chaussées, École nationale supérieure des mines de Paris, École spéciale militaire de Saint-Cyr, École navale, École normale supérieure, Institut national agronomique, École royale vétérinaire de Lyon. À cette liste ont été ajoutées au cours du XIXe siècle des écoles publiques comme l'École d'arts et métiers, Télécom ParisTech, ou privées, comme l'École centrale des arts et manufactures. Le développement de l'aéronautique à partir du début du XXe siècle et notamment de l'aviation militaire au cours de la Première Guerre mondiale va conduire à la création de l'École de l'air en 1933.

## Séminaire interarmées des grandes écoles militaires
Chaque année, une partie des élèves-officiers de ces écoles se réunissent lors du Séminaire interarmées des grandes écoles militaires (SIGEM) D'une durée d'une semaine, son objectif est de leur présenter l'outil de défense dans la nation et la place qu'y prend leur engagement. Le SIGEM donne avant tout aux élèves-officiers leur première occasion d'approcher la dimension interarmées.

## Traditions des écoles militaires

### École polytechnique
Les Polytechniciens défilent traditionnellement en tête des armées françaises lors du défilé militaire du 14 juillet, et ce depuis la présidence de Sadi Carnot, polytechnicien, en 1888. La rivalité avec les Saint-Cyriens s'est souvent manifestée, notamment au travers d'objets laissés sur la chaussée en vue de perturber la cadence des élèves cyrards, défilant juste derrière.

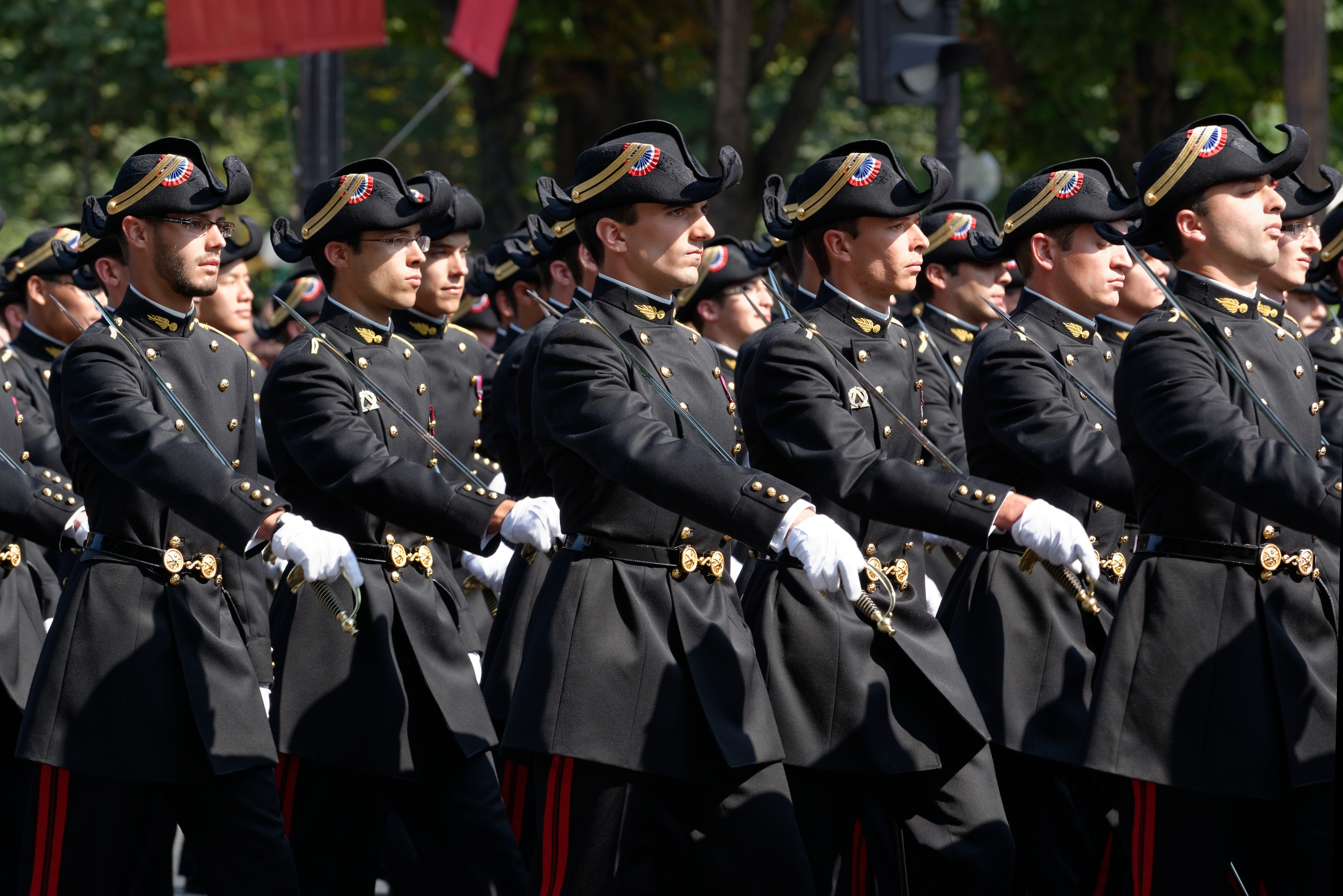
Ouverture du défilé militaire du 14 juillet 2013 par les Polytechniciens.

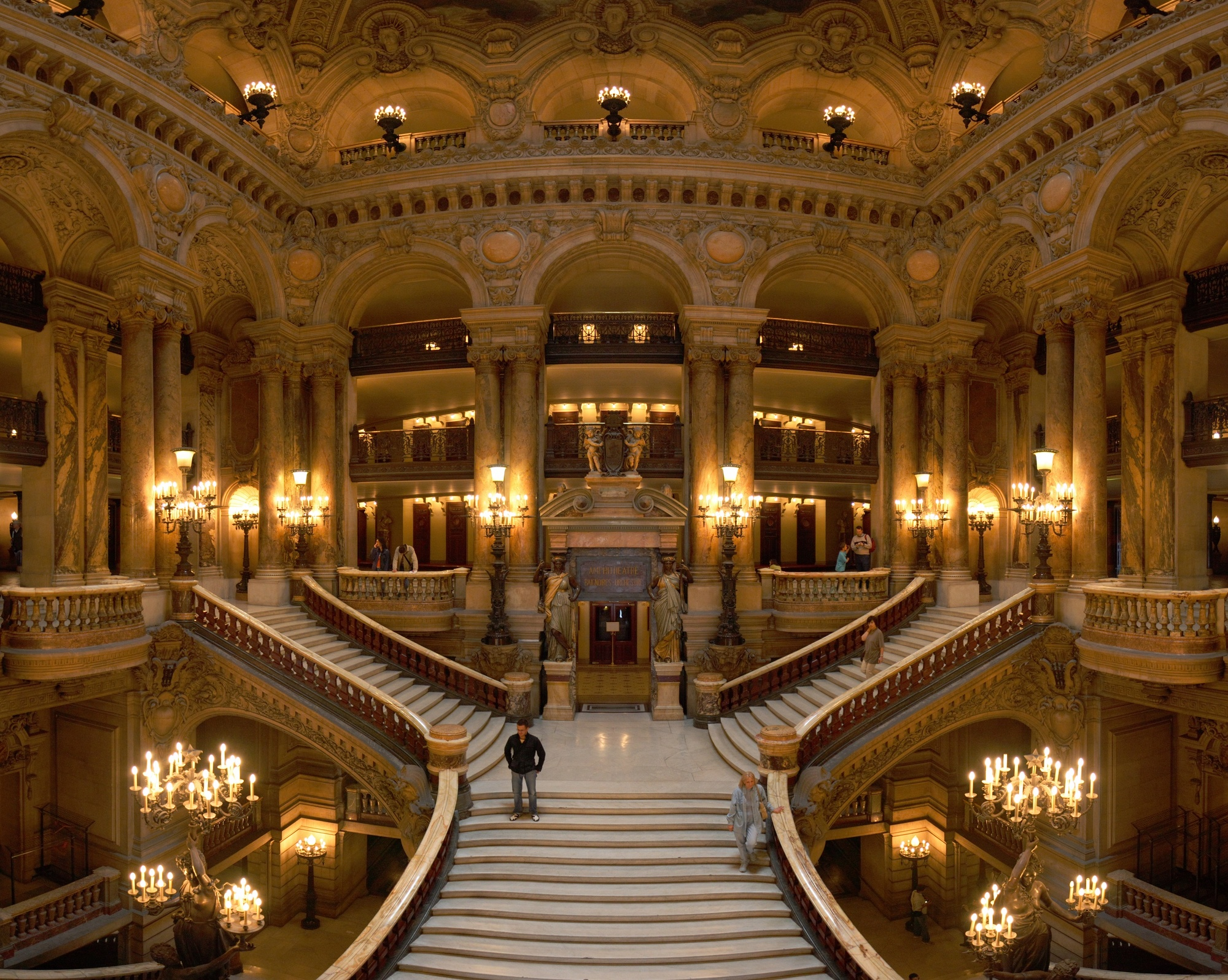
Grand escalier de l'Opéra Garnier, où a régulièrement lieu le bal de l'X depuis 1925.

L'autre évènement traditionnel est le bal de l'X, organisé chaque printemps depuis 1879 dans un but caritatif. La première édition s'est déroulée dans les salons de l'hôtel de Brienne, alors ministère de la Guerre, puis dans les salons de l'ancien palais d'Orsay entre 1883 et 1889. Puis il se tient chaque année à l'Hôtel Continental, place Vendôme, jusqu'en 1914, à l'exception de 1894, à l'occasion du bal du centenaire de l'école qui a lieu le 19 mai au Palais du Trocadéro en présence du président de la République Sadi Carnot, et de 1905, où il se tient au Nouveau Théâtre.
Le bal de l'X n'est pas organisé pendant la Première Guerre mondiale, c'est-à-dire à partir du bal qui aurait dû avoir lieu en 1915, et n'est relancé qu'en 1921 en ne suscitant que peu d'engouement. Pour le bal 1925, le directeur du Théâtre national de l'Opéra, Jacques Rouché, offre pour la première fois le cadre prestigieux de l'Opéra Garnier ; le succès relance le Bal de l'X, qui y sera reconduit les années suivantes, avec un record d'affluence de 6623 participants en 1928. Pendant cette période (fin des années 1920), on peut y voir chaque année le président de la République Gaston Doumergue escorté des trois maréchaux polytechniciens Ferdinand Foch, Marie Émile Fayolle et Joseph Joffre.
Le bal n'a à nouveau pas lieu durant la Seconde Guerre mondiale, mais reprend immédiatement en 1946. Le bal a par la suite eu lieu chaque année à l'Opéra Garnier, excepté :
- en 1953 et 1970, au Palais de Chaillot ;
- en 1958 et 1984, au Château de Versailles ;
- en 1992, au Centre des nouvelles industries et technologies (CNIT) à la Défense ;
- en 1994, pour le bicentenaire de la création de l'École polytechnique, à nouveau au Château de Versailles : cette édition fut probablement la plus prestigieuse et son succès le plus marqué de toute l'histoire du Bal de l'X ;
- en 1995, à l'Opéra Bastille ;
- en 2002, à la Grande halle de la Villette ;
- et en 2015, une nouvelle fois au Château de Versailles à l'occasion du 150e anniversaire de l'AX.

En 1991, sur l'impulsion de quelques élèves de la promotion 1979, le quadrille des lanciers, qui avait été pratiqué aux débuts du Bal de l'X, est pour la première fois dansé sous forme de spectacle au pied du grand escalier de l'Opéra Garnier. Il sera par la suite dansé par des élèves actuels de l'École puis, reconduit systématiquement chaque année, progressivement dansé à plusieurs reprises pendant la soirée. Depuis 2010, à l'initiative des élèves, le spectacle d'escrime artistique est également proposé aux participants.
Pendant les années 1990, apparaissent au Bal des tables d'entreprise, ainsi que des tables privilège auxquelles sont conviés les ambassadeurs des pays partenaires de l'École.

### Saint-Cyr
De nos jours, l'élève-officier de première année, reçoit une instruction de base à Coëtquidan, puis il part dans un régiment pour y servir six mois comme sous-officier. Juste avant, les sous-lieutenants du 1er bataillon lui remettent son képi. Cette cérémonie initiatique est appelée le « Petit Soir ».
En fin de première année de la scolarité, au 2e bataillon, il entre véritablement dans la communauté saint-cyrienne avec la remise du casoar, au début du mois de novembre. Il s'agit du « Grand Soir ». Et à l’été suivant, en même temps que le « Triomphe » des élèves-officiers diplômés, il vit le « Baptême » de sa propre promotion, instant du fameux : « À genou les hommes, debout les officiers ! »
Enfin, en juillet de la troisième année du stage, le sous-lieutenant, officier-élève du Premier bataillon de France, dit traditionnellement officier, connaît à son tour le « Triomphe ». Et c’est, quelques jours plus tard, le jour du départ de Saint-Cyr, appelé « le Pékin du Bahut ».
Par ailleurs, la promotion sortante organise chaque année un « Grand Gala », évènement mondain à Paris lui donnant l’occasion d’accueillir ses proches, les autorités militaires et de l'État, et souvent de très hautes personnalités politiques, parlementaires, dignitaires étrangers ou personnalités du monde de la culture et du spectacle.
Liste des dernières éditions du Grand Gala de Saint-Cyr
| Date          | Promotion                              | Lieu                            |
| ------------- | -------------------------------------- | ------------------------------- |
| 19 avril 2008 | Promotion capitaine Beaumont           | Hôtel de ville de Paris         |
| 25 avril 2009 | Promotion chef de bataillon Segretain  | Hôtel national des Invalides    |
| 2010          | Promotion lieutenant Carrelet de Loisy | Westin Paris Vendôme            |
| 25 juin 2011  | Promotion chef d'escadron Francoville  | Hôtel Salomon de Rothschild     |
| 30 juin 2012  | Promotion capitaine de Cacqueray       | Hôtel de ville de Paris         |
| 29 juin 2013  | Promotion chef de bataillon Bulle      | Westin Paris Vendôme            |
| 27 juin 2014  | Promotion de Castelnau                 | Automobile Club de France       |
| 20 juin 2015  | Promotion lieutenants Thomazo          | Hôtel national des Invalides    |
| 18 juin 2016  | Promotion capitaine Hervouët           | Le Grand Hôtel InterContinental |
| Juin 2017     | Promotion Chef d'escadrons de Neuchèze | Hôtel de ville de Paris         |

Les élèves officiers de deuxième année organise également un « Petit Gala » qui a traditionnellement lieu en province.
Liste des dernières éditions du Petit Gala de Saint-Cyr
| Date         | Promotion                              | Lieu                            |
| ------------ | -------------------------------------- | ------------------------------- |
| 2 juin 2007  | Promotion capitaine Beaumont           | Château de Cheverny             |
| 2009         | Promotion lieutenant Carrelet de Loisy | Château de Fontainebleau        |
| 18 juin 2011 | Promotion capitaine de Cacqueray       | Hôtel de ville de Lyon          |
| Inconnu      | Promotion chef de bataillon Bulle      | Inconnu                         |
| 15 juin 2013 | Promotion de Castelnau                 | Château royal de Blois          |
| 31 mai 2014  | Promotion lieutenants Thomazo          | Château de Chambord             |
| 2 juin 2015  | Promotion capitaine Hervouët           | Palais de la Bourse de Bordeaux |
| 11 juin 2016 | Promotion Chef d'escadrons de Neuchèze | Château de Fontainebleau        |